# Тілізм
Тілізм — філософський і бізнесовий підхід, заснований на ідеях американського підприємця та інвестора Пітера Тіля. Цей напрямок акцентує увагу на уникненні конкуренції, створенні монополій, інноваціях та індивідуальній свободі.

## Історія та контекст
Термін «тілізм» походить від імені Пітера Тіля, американського підприємця та інвестора, який став відомим завдяки своїй ролі у створенні PayPal, ранньому інвестуванню в Facebook та заснуванню Palantir Technologies. Його погляди на бізнес і суспільство сформувалися під впливом філософії Рене Жирара, зокрема концепції міметичного бажання, яка пояснює людське прагнення до наслідування та конкуренції. Як зазначає Financial Times, Жирар суттєво вплинув на праву інтелектуальну думку в США, зокрема на Тіля та інших осіб, таких як Дж. Д.Венс. Тіля надихнули ідеї Жирара під час його навчання в Стенфордському університеті, і він застосував ці концепції у своїй бізнес-філософії та інвестиціях, включаючи раннє інвестування в Facebook.

## Основні принципи тілізму

### Уникнення конкуренції
Тіль вважає, що конкуренція є шкідливою для інновацій і прогресу. Він радить підприємцям шукати унікальні можливості, які дозволяють створювати монополії, що є основою для значного розвитку. У статті Wired зазначається, що Тіль підкреслює важливість унікальності, секретів і ринкової монополії в побудові успішних стартапів. Він стверджує, що всі успішні компанії є унікальними, уникаючи конкуренції, пропонуючи ексклюзивні продукти. Як зразок він наводить Білла Гейтса і Марка Цукерберга, які досягли успіху завдяки оригінальності, і Тіль радить майбутнім підприємцям шукати нові істини, а не копіювати існуючі моделі.

### Створення нових стартапів
Тіль підкреслює важливість інновацій та створення нових ринків. Він вірить, що справжні зміни можливі лише через радикальні інновації, а не через вдосконалення існуючих моделей.

### Індивідуалізм та критичне мислення
Тіль заохочує людей мислити самостійно та не слідувати за натовпом. Він вважає, що важливо ставити під сумнів загальноприйняті норми та шукати власні шляхи до успіху. У статті Wired зазначається, що Тіль підтримує ідею монополій, які він вважає «творчими», і виступає проти типових урядових регулювань і податків, сприймаючи технологічні компанії як заміну урядовим функціям. Ця позиція підкреслює його технократичний погляд, де потужні технологічні компанії визначають політику.

### Навчання та ерудиція
Тіль підтримує ідею широкої ерудиції та глибокого розуміння різних сфер знань. Він вважає, що для досягнення значних результатів необхідно мати різноманітні знання та вміння.

### Сміливість та амбіції
Тіль наголошує на важливості сміливості в прийнятті рішень та досягненні великих цілей. Він вважає, що справжній успіх досягається через амбіційні та інноваційні підходи. Як зазначає Wired, Тіль підтримує ідею монополій, які він вважає «творчими», і виступає проти типових урядових регулювань і податків, сприймаючи технологічні компанії як заміну урядовим функціям.

## Критика та вплив
Погляди Тіля викликали як підтримку, так і критику. Його ідеї про монополії та індивідуалізм були предметом обговорень серед економістів та філософів. Деякі вважають, що його підхід сприяє концентрації влади та ресурсів у руках небагатьох, що може призвести до соціальної нерівності. Попри це, ідеї Тіля мали значний вплив на технологічну індустрію та бізнес-середовище Кремнієвої долини, де багато підприємців та інвесторів сприйняли його підходи як ефективні стратегії для досягнення успіху.

## Ельфізм
Пітер Тіль проявляє особливий інтерес до образу ельфів, що, на перший погляд, може здаватися дитячою наївністю або ностальгією за літературою юності. Проте за цим захопленням приховане прагнення знайти технології, які дозволять людям значно продовжити життя, а в перспективі - досягти вічного існування.
Цей інтерес Тіля пов’язаний насамперед із творчістю Джона Толкіна, зокрема з його романом «Володар перснів». Тіль відзначає, що ельфи у творах Толкіна дуже схожі на людей, проте вони не вмирають. Для нього ельфи є символом ідеалу довговічності та безсмертя.
Захоплення Тіля Толкіном та ельфами втілюється ним і в реальному житті: кілька його компаній мають назви, запозичені з творів Толкіна. Серед них - «Palantir Technologies» (від палантіра - чарівного каменю, що дозволяє бачити на відстані та в майбутнє), «Mithril Capital» (мітріл - міфічний надміцний і дорогоцінний метал) та «Rivendell LLC» (Рівендел - долина ельфів).
Інтерес Тіля до теми вічного життя також проявляється у підтримці біотехнологічних стартапів, що займаються дослідженнями старіння. Зокрема, він фінансує Фонд SENS, який очолює Обрі де Грей і який працює над розробкою методів скасування біологічного старіння. В інтерв’ю програмі «Студія 1.0» з журналісткою Bloomberg Емілі Чанг Тіль висловив припущення, що може дожити до 120 років, а підхід де Грея здатен радикально продовжити здорове життя людини. Також серед підтримуваних ним проєктів є ініціативи Лори Демінг, яка з підліткового віку займається розробками, спрямованими на уповільнення процесів старіння.
Захоплення Тіля питаннями вічного життя, яке є атрибутом ельфійського способу життя, не є чимось фантастичним. Якщо подивитися глибше в історію, мандрівники й відомі люди минулого активно досліджували це питання. В книзі «Від нуля до одиниці. Нотатки про стартапи, або Як створити майбутнє» Тіль приділяє йому свою увагу: «В XVI столітті конкістадори шукали в джунглях Флориди фонтан молодості. Френсіс Бекон писав, що «продовження життя» треба розглядати як окрему галузь медицини, до того ж дуже шляхетну. У 1660-х роках Роберт Бойл поставив продовження життя (поряд із «відновленням молодості») на першому місці свого знаменитого переліку побажань до науки майбутнього. Завдяки географічним відкриттям і лабораторним дослідженням найкращі уми епохи Відродження вважали, що смерть можна перемогти...».
Високі технології, особливо ті, що виникають у Кремнієвій долині, іноді називають «ельфійськими технологіями» або «технологіями ельфів» як метафору, що підкреслює їхню надзвичайну, майже магічну складність і недосяжність для пересічної людини. Наприклад, штучний інтелект, мікропроцесори, біотехнології для більшості людей виглядають так само дивовижно й незрозуміло, як магія ельфів у казках. Таке ставлення до високих технологій пояснює Третій закон Артура Кларка: «Будь-яка достатньо розвинена технологія не відрізняється від магії». Подібно до «Palantir Technologies», нині існують компанії з назвою «Elven Technologies».